# 豊平製鋼

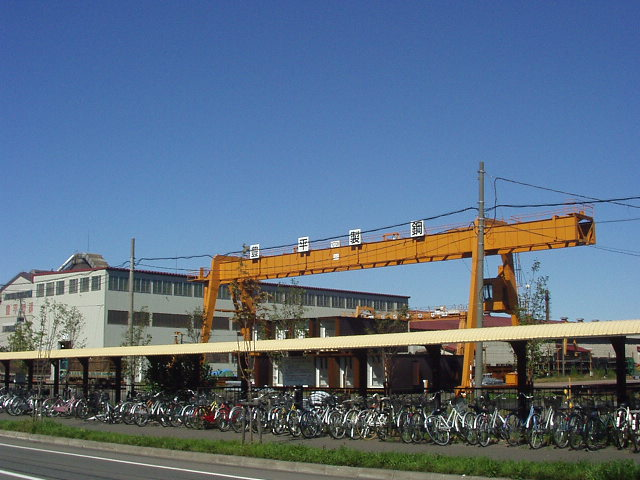
鉄工団地通から（2004年）

豊平製鋼株式会社（とよひらせいこう、英: Toyohira Steel Corporation.）は、かつて北海道札幌市に本社を置いていたJFEスチール完全子会社の電気炉メーカー。

## 事業内容
- 棒鋼の製造
- 鋼製橋梁の設計・製作・施工
- 産業機械の製作

## 沿革
- 1937年（昭和12年）10月 - 合名會社野口製鋼所を、札幌郡豊平町豊平115番地にて設立。
- 1942年（昭和17年）3月 - 合名會社豐平製鋼所に商号変更。
- 1946年（昭和21年）6月 - 株式会社に改組。株式會社豐平製鋼所となる。
- 1955年（昭和30年）10月 - 会社更生法の申請を行う。
- 1956年（昭和31年）4月 - 更生手続きの開始決定。
- 1957年（昭和32年）4月 - 更生計画が認可される。
- 1957年（昭和32年）10月 - 株式会社札幌製作所に商号変更。札幌製作所の経営を担当する新会社として豊平製鋼株式会社設立。
- 1961年（昭和36年）3月 - 株式会社札幌製作所の更生計画が終了。同社を吸収合併。
- 1963年（昭和38年）4月 - 現在地に本社工場用地を取得。
- 1967年（昭和42年）4月 - 川鉄商事（現JFE商事）の関係会社になる。
- 1971年（昭和46年）4月 - 本社事務所を現在地に新築移転（1992年（平成4年）8月に改築）。
- 1974年（昭和49年）4月 - 川崎製鉄（現JFEスチール）の関係会社になる。
- 1975年（昭和50年）5月 - 本社工場を現在地に全面移転、豊平旧工場閉鎖。
- 1995年（平成7年）4月 - 札幌証券取引所に上場。
- 1996年（平成8年）11月 - 橋梁部門においてISO 9001認証を取得。
- 1999年（平成11年）8月 - 棒鋼部門においてISO 9001認証を取得。
- 2000年（平成12年）9月 - ISO 14001認証を取得。
- 2011年（平成23年）2月 - JFEスチールが株式交換で完全子会社化し、上場廃止。
- 2012年（平成24年）4月1日 - JFE条鋼他2社と合併（存続会社はJFE条鋼）。当社はJFE条鋼豊平製造所となる[1]。